# Monfalcone
Monfalcone (Mofalcon in dialetto bisiaco, Monfalcon in friulano, Tržič in sloveno, in tedesco Falkenberg) è un comune italiano di 30 681 abitanti in Friuli-Venezia Giulia, in Provincia di Gorizia. Polo industriale e portuale, è sede dei principali cantieri navali italiani.

## Geografia fisica

### Territorio

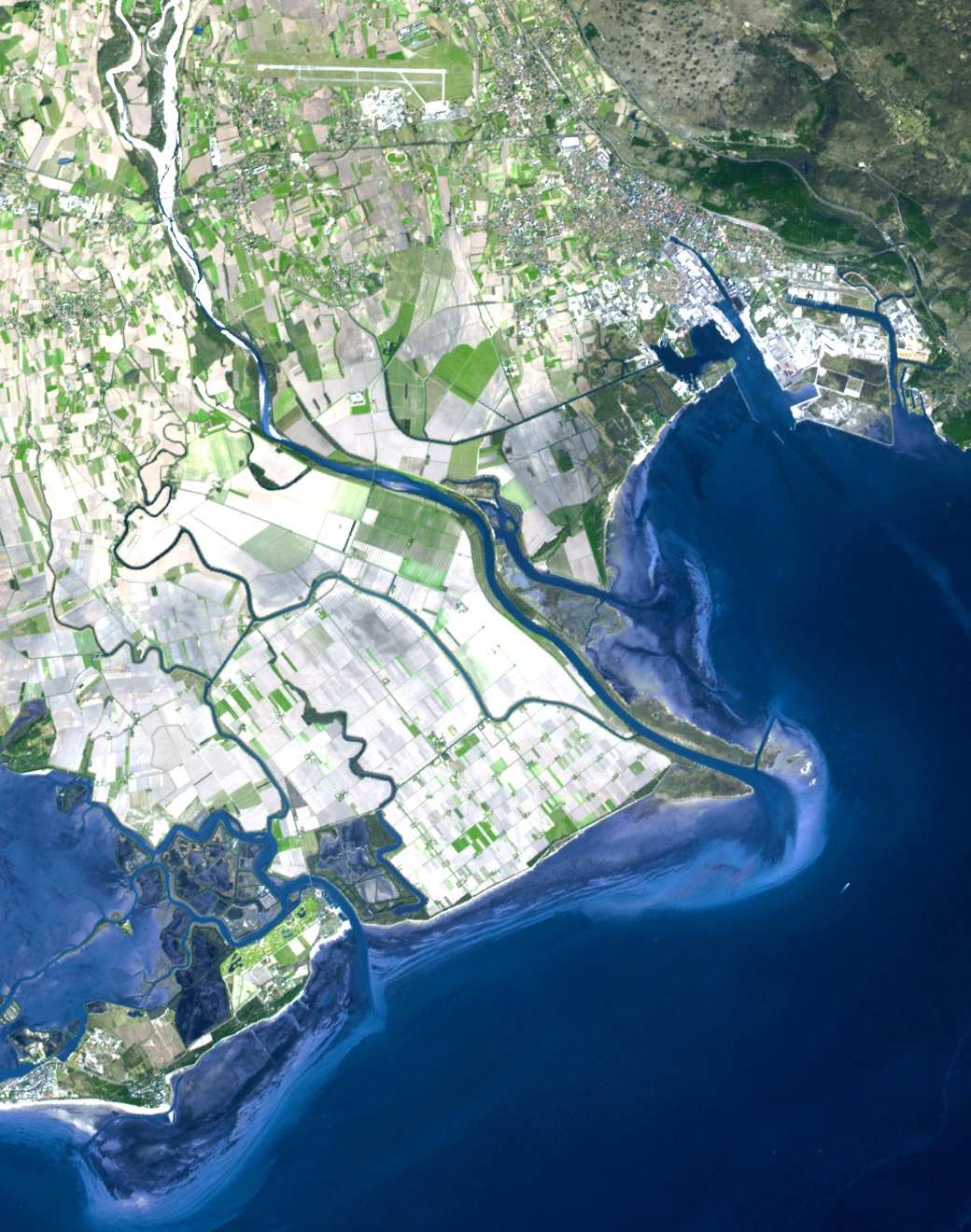
Monfalcone vista dal satellite, a destra rispetto alla foce dell'Isonzo

La città di Monfalcone si estende sulla fascia costiera settentrionale del Mar Adriatico per 24,39 km ed è racchiusa a sud dalla baia di Panzano e a nord-est dal Carso, mentre verso nord-ovest confina con i comuni di Ronchi dei Legionari e Staranzano. Dal punto di vista sismico, il territorio comunale si trova, stando alla classificazione della Protezione Civile, in zona 3 soggetta a bassa sismicità.

### Idrografia
La città è sita nella Baia di Panzano, a pochi chilometri dalla foce del fiume Isonzo, e gode di diversi canali artificiali navigabili, tra cui il Canale "Eugenio Valentinis", il cosiddetto Canale "Est-Ovest", il canale "Locovaz" e il Canale del Brancolo.
Monfalcone costituisce il punto più settentrionale del Mar Mediterraneo, raggiunto al vertice del Canale "Valentinis"; mare a cui si affaccia da un litorale sabbioso lungo più di 3 km tra le località di Marina Julia e di Panzano Bagni.
Le zone marino-costiere sono ricche di aree paludose e canneti, tra cui il biotopo delle risorgive Schiavetti e del fiume Cavana, che si sviluppano nella fascia sud-ovest a ridosso del canale del Brancolo e sono entrambi tutelati come siti di importanza comunitaria per l'importanza avio-faunistica, data anche la vicinanza alla riserva naturale dell'Isola della Cona. Nella zona est, grazie anche alla vicinanza alle foci del Timavo, si sviluppa il canneto del Lisert, già zona paludosa che ha ottenuto importanti lavori di bonifica all'inizio del '900.
Sul territorio carsico, a ridosso dei confini comunali, si estendono alcuni piccoli laghi di risorgiva, tra cui il Lago di Pietrarossa, uno tra i pochi esempi di stagno carsico d'Europa.

### Orografia
Il territorio monfalconese è pianeggiante.
A nordest si sviluppa l'altopiano carsico che comunque mantiene altitudini modeste (in media sugli 80 m s.l.m., con punte di 140 m s.l.m.). Il rilievo di maggiore importanza è sicuramente il Monte Falcone (la cui denominazione di "monte" è da ritenersi errata, date le minime altitudini che raggiunge), da cui prende il nome la città.

### Clima
Il clima, secondo la classificazione Köppen, è definito come temperato umido con estate calda. Si riscontrano estati anche molto calde, ma con una piovosità significativa distribuita nell'arco di tutto l'anno. In generale, il clima della città di Monfalcone si può considerare come la cerniera tra il clima della pianura veneto-friulana e quello della costiera triestina, riscontrandosi precipitazioni meno consistenti del primo e una ventosità meno accentuata (per i venti del primo quadrante) del secondo. Su Monfalcone, comunque, insistono, soprattutto nei mesi invernali, forti venti di bora che possono raggiungere raffiche oltre i 100 km/h. Dati di riepilogo nella tabella sottostante:
| Monfalcone                   | Mesi | Mesi | Mesi | Mesi | Mesi | Mesi | Mesi | Mesi | Mesi | Mesi | Mesi | Mesi | Stagioni | Stagioni | Stagioni | Stagioni | Anno  |
| Monfalcone                   | Gen  | Feb  | Mar  | Apr  | Mag  | Giu  | Lug  | Ago  | Set  | Ott  | Nov  | Dic  | Inv      | Pri      | Est      | Aut      | Anno  |
| ---------------------------- | ---- | ---- | ---- | ---- | ---- | ---- | ---- | ---- | ---- | ---- | ---- | ---- | -------- | -------- | -------- | -------- | ----- |
| T. max. media (°C)           | 7,9  | 9,8  | 13,0 | 16,6 | 21,6 | 25,4 | 28,0 | 27,5 | 23,7 | 18,8 | 12,8 | 8,5  | 8,7      | 17,1     | 27,0     | 18,4     | 17,8  |
| T. min. media (°C)           | 1,2  | 2,2  | 4,5  | 7,7  | 11,7 | 15,5 | 17,4 | 17,0 | 14,0 | 9,7  | 5,7  | 1,8  | 1,7      | 8,0      | 16,6     | 9,8      | 9,0   |
| T. max. assoluta (°C)        | 13   | 16   | 20   | 24   | 28   | 32   | 33   | 33   | 29   | 25   | 19   | 14   | 16       | 28       | 33       | 29       | 33    |
| T. min. assoluta (°C)        | −6   | −5   | −2   | 2    | 5    | 9    | 10   | 10   | 6    | 2    | −1   | −5   | −6       | −2       | 9        | −1       | −6    |
| Giorni di gelo (Tmin ≤ 0 °C) | 18   | 15,3 | 10,0 | 1,8  | 0,3  | 0,0  | 0,0  | 0,0  | 0,1  | 2,3  | 7,5  | 15,2 | 48,5     | 12,1     | 0,0      | 9,9      | 70,5  |
| Precipitazioni (mm)          | 79   | 79   | 70   | 105  | 91   | 106  | 76   | 106  | 119  | 99   | 119  | 86   | 244      | 266      | 288      | 337      | 1 135 |
| Giorni di pioggia            | 10,3 | 9,5  | 11,5 | 15,1 | 13,5 | 13,3 | 11,7 | 10,5 | 10,2 | 11,8 | 13,5 | 11,4 | 31,2     | 40,1     | 35,5     | 35,5     | 142,3 |

- Classificazione climatica: zona E, 2213 GG.[21]

## Origini del nome
Il nome "Monfalcone" deriva quasi certamente da Monte Falcone, ovvero il rilievo carsico che sorge alle spalle della città e su cui si staglia la rocca.
Origine di questa etimologia si ha in un documento del 1260, in cui ci si riferisce alla città come in castro et loco Montis falconis. A sua volta il nome del monte, con molta probabilità, venne dato per la presenza, soprattutto all'epoca, di numerosi falchi.

## Storia

### Storia antica
Il territorio dell'attuale comune di Monfalcone fu sede, in età preistorica, di insediamenti organizzati su diversi castellieri, di cui ancora oggi rimangono tracce, essendo in posizione strategica per il controllo dell'area costiera e della via cosiddetta "dell'Ambra e dell'Ocra" che collegava il territorio al Mar Nero.
Nel periodo della Roma repubblicana il territorio monfalconese divenne municipio romano e conobbe un florido sviluppo data la posizione strategica per il controllo dei traffici commerciali lungo la via Gemina tra Aquileia e l'Istria. Sono di questo periodo le numerose ville romane costruite, come testimoniano anche le rovine pervenute, e soprattutto le terme.

### Storia medioevale

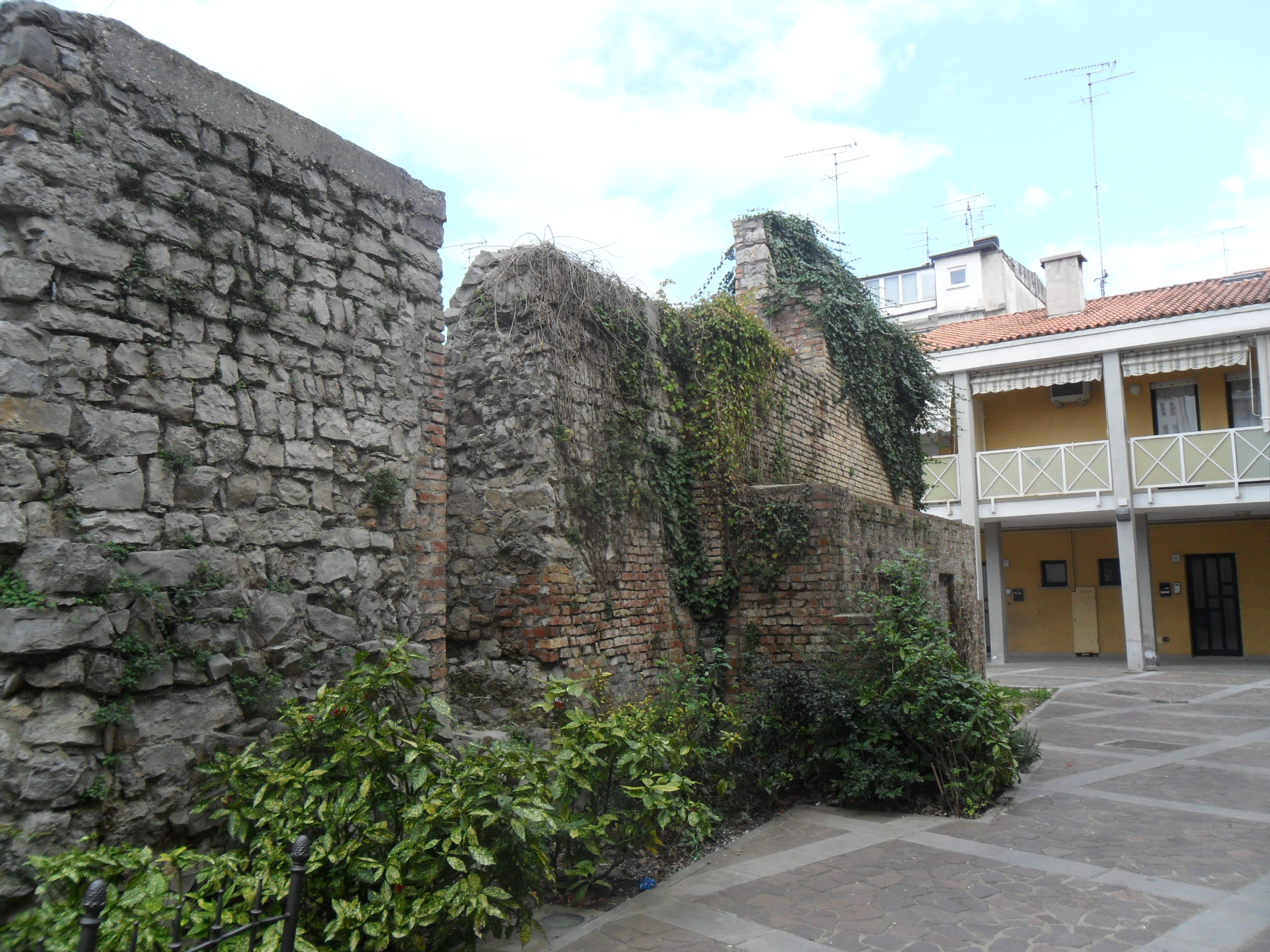
Resti delle mura medievali della città.

In età medievale, nonostante la scarsa documentazione pervenuta, si è certi che vi fosse un insediamento denominato vicus Pantianus nell'area dell'attuale rione di Panzano essendo la zona di strategica importanza per il controllo dell'est Europa. È per questi motivi che, nei secoli, fu invasa e governata da molteplici popolazioni, quali Ostrogoti, Bizantini, il Ducato longobardo del Friuli e il Sacro Romano Impero.
Nel 967, l'imperatore Ottone I donò la città al Patriarca di Aquileia affinché ne controllasse le invasioni da parte degli Ungari, con la costruzione della prima Rocca, sebbene alcune fonti ne citino una precedente di qualche secolo ad opera di Teodorico.
Nel 1260 Monfalcone fu citata per la prima volta in un atto con il quale il conte di Gorizia Mainardo II restituiva al Patriarca di Aquileia la contrata Montis Falconis, ricevuta in pegno qualche anno prima. Ciò nonostante, le prime testimonianze di un nucleo fortificato abitato ai piedi della Rocca risalgono al 1289.
Nonostante si abbia notizia di una ripresa economica e sociale nel XIV secolo grazie anche al passaggio doganale presente a Monfalcone sulla cosiddetta "strada del Patriarca", non si possono non citare i numerosi tentativi di conquista da parte del vicino territorio di Gorizia.
Alla fine del secolo, le tensioni suscitate dal Patriarca Filippo d’Alençon fanno insorgere la città in una guerriglia a fianco della "Fedele Unione" di Udine, ora sotto il controllo della Repubblica di Venezia. Tra successi e fallimenti di conquista della libertà, la città cadde vittima del crollo del potere di Aquileia e il 14 luglio 1420, dopo tre giorni di assedio e resistenza, si arrese alle truppe veneziane del doge Tommaso Mocenigo, che comunque le riconobbe una certa autonomia.
Nonostante i numerosi tentativi di conquista da parte dei Turchi del 1472, 1477 e 1499, la rocca e la città murata rimasero inespugnate sotto il controllo della Serenissima.

### Storia moderna
Nonostante una strenua resistenza nel 1509 all'invasione delle truppe austriache di Massimiliano I d'Asburgo, nel 1511 la città fu occupata per breve tempo dalle truppe imperiali; dominio che si ebbe anche tra il 1514 e il 1515, alternandosi a Venezia tra sanguinose battaglie. Proprio nel 1514, nell'atto dell'espugnazione da parte dell'imperatore Massimiliano, la città subì una profonda devastazione con la distruzione della Rocca, ricostruita e portata alle attuali fattezze solamente dopo il ritorno del governo veneziano stabilito con la dieta di Worms nel 1521.
Con la costruzione della vicina fortezza di Palmanova (1593), il territorio di Monfalcone perse parte della primitiva importanza e non fu più al centro dell'attenzione della Serenissima.
Tra il 1615 e il 1617, durante la guerra di Gradisca fra Venezia e l'Austria (detta anche degli Uscocchi), il territorio fu saccheggiato e incendiato, sebbene la città murata si salvò grazie alle artiglierie della rocca.
Nel 1797, le truppe napoleoniche francesi conquistarono la Rocca e, con il trattato di Campoformido, il monfalconese come gran parte della Repubblica di Venezia fu ceduto all'Austria; ciononostante, le truppe francesi rimasero a Monfalcone fino al gennaio 1798.
Con la pace di Presburgo del 1805 Monfalcone, così come l'Istria e la Dalmazia, fu ceduta al Regno d'Italia; tuttavia, con il trattato di Fontainebleau del 1807 che fissò il confine fra Regno d'Italia e Impero austriaco sul fiume Isonzo, Monfalcone divenne nuovamente austriaca anche se i francesi si riservarono il diritto di attraversarla per raggiungere l'Istria. Da questo momento, per la prima volta nella storia, Monfalcone fu staccata dall'area di Aquileia-Udine-Cividale ed entrò a far parte del Circolo di Gorizia.
Con il successivo trattato di Schönbrunn del 1809 Monfalcone fu unita, insieme ai territori a sinistra dell'Isonzo, alle appena costituite Province Illiriche poste sotto il diretto controllo francese fino alla riconquista austriaca del 1813. Da questo momento, Monfalcone passa stabilmente sotto il controllo dell'Austria fino alla Prima Guerra Mondiale, per il tramite della Contea Principesca di Gorizia e Gradisca (1825) e successivamente del Litorale Austriaco (1849).
Da questo momento, fino alla fine del XIX secolo Monfalcone conosce un forte sviluppo industriale, grazie a opere strategiche per il territorio quali il collegamento nel 1860 con la ferrovia proveniente da Trieste e la nascita di fiorenti industrie.

### Storia contemporanea
L'importanza di Monfalcone accrebbe agli inizi del Novecento, grazie al completamento di alcune importanti infrastrutture, come la ferrovia Venezia-Trieste, che qui s'innestava con la linea per Udine, il canale di bonifica Valentinis, che nel suo ultimo tratto diventava navigabile garantendo così alla cittadina un collegamento diretto con il golfo triestino. 

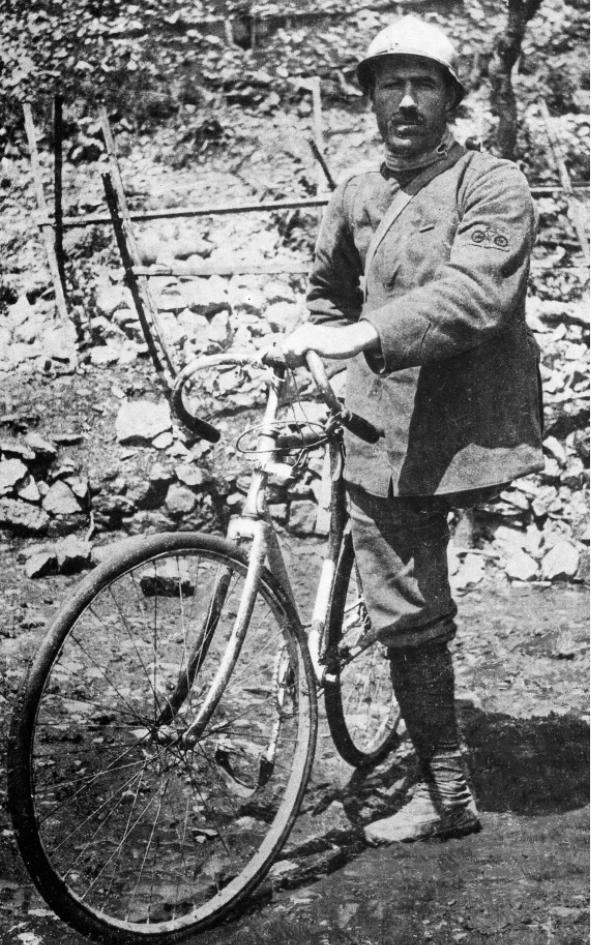
Enrico Toti, bersagliere MOVM, caduto nelle trincee di Monfalcone nel 1916.

 Questi fattori, assieme anche a grandi sbancamenti di ghiaia che avevano creato una baia artificiale, spinsero l'insediamento di numerose industrie quali la fabbrica di soda Adria Werke e il Cantiere Navale Triestino, che aprì i battenti nell'aprile 1908 per mano della famiglia Cosulich e diede vita ad una tradizione industriale secolare che ha radicalmente modificato il panorama economico locale.
Le mutate condizioni economiche cittadine, con una nuova richiesta di manodopera da parte dell'industria, portarono ad un importante aumento della popolazione, che passò da 4 500 abitanti dell'inizio del XX secolo agli 12 500 del 1914, e alla costruzione di nuovi insediamenti urbani.
Il 9 giugno 1915, poche settimane dopo l'ingresso dell'Italia nella prima guerra mondiale, Monfalcone, preventivamente abbandonata dalle truppe austro-ungariche, venne presa dal Regio Esercito; tuttavia, la permanenza del nemico nelle trincee scavate sulle colline carsiche immediatamente a nord e ad est dell'abitato, fecero rimanere per due anni la città sulla prima linea. Questi luoghi furono teatro di sanguinosissimi scontri tra i due eserciti durante i quali restarono uccisi migliaia di uomini su ambo i fronti. Con l'avanzamento delle linee italiane dopo la decima e l'undicesima battaglia dell'Isonzo il fronte si spostò più ad est, verso il monte Ermada e le foci del Timavo. L'abitato monfalconese, così come le sue industrie, divenne un bersaglio dell'artiglieria austro-ungarica e fu così in gran parte distrutto o gravemente danneggiato. A fine ottobre 1917, dopo la battaglia di Caporetto e la conseguente ritirata italiana verso il Piave, la città fu riconquistata dagli austriaci che la mantennero sino alla fine della guerra. Al termine del conflitto, Monfalcone fu raggiunta dalle truppe italiane nei primi giorni del novembre 1918, dopo l'armistizio di Villa Giusti.

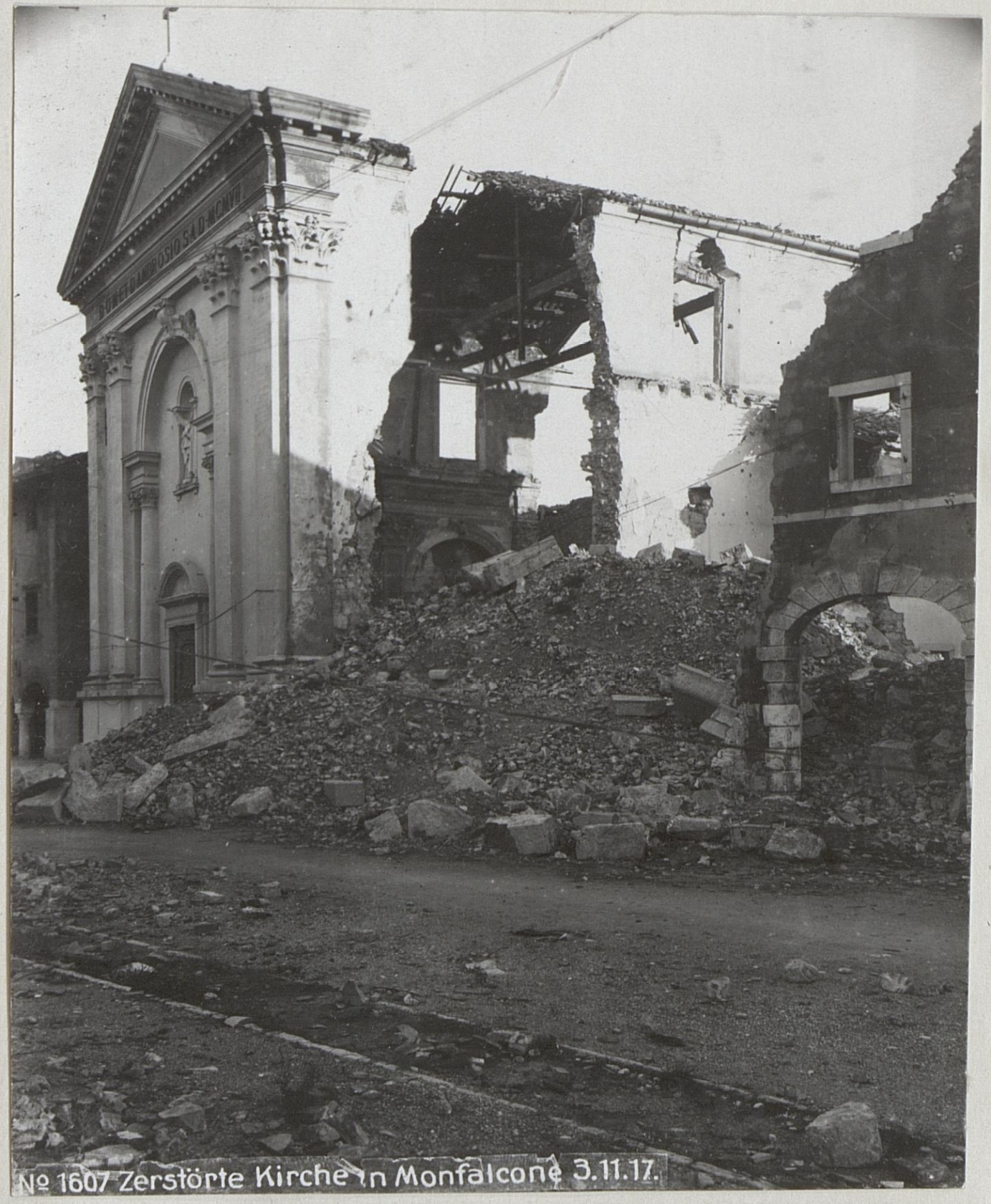
Il duomo di Monfalcone danneggiato dai bombardamenti austro-ungarici.

Furono coinvolti nei combattimenti nel territorio di Monfalcone numerose personalità di postuma notorietà come Enrico Toti, medaglia d'oro al valor militare, Giovanni Randaccio, maggiore dei Lupi di Toscana, Ezio Giacich e Antonio Sant'Elia, architetto medaglia d'oro al valor militare incaricato di progettare il cimitero della Brigata Arezzo in città.
Uscita dal conflitto gravemente danneggiata, Monfalcone e le sue industrie furono rapidamente ricostruite dalle nuove autorità italiane e il bilancio demografico, tragicamente crollato da 11 000 abitanti a 3 000 durante la guerra, ebbe nuova ricrescita. L'economia locale fu nuovamente trainata dall'ascesa della cantieristica, frenata solo nel periodo della crisi del 1929. Amministrativamente, la cittadina ed il suo circondario furono inclusi nella neo-costituita provincia di Trieste.
Nel periodo tra le due guerre, e in particolare durante l'ascesa di Benito Mussolini, Monfalcone fu ancora una volta caposaldo di un'importante battaglia sociale svolta da fronti antifascisti nati tra le mura del cantiere navale. Contestualmente, nel 1929, la crescente presenza di operai ivi impegnati dettò l'esigenza di creare nuovi spazi abitativi facendo nascere il villaggio di Panzano.

Alcuni militanti comunisti accolgono le truppe neozelandesi giunte a Monfalcone inneggiando all'annessione della città alla Jugoslavia

Con l'inizio della Seconda Guerra Mondiale, e in particolare dopo l'armistizio dell'8 settembre 1943, la città fu inclusa nella Zona d'operazioni del Litorale adriatico e occupata dalle truppe naziste. Tuttavia anche nella zona di Monfalcone si organizzò precocemente la lotta di resistenza ai nazifascisti, concentrata in particolar modo sul Carso. Venne infatti costituita la Brigata Proletaria, dipendente dal CLNAI e formata in gran parte dalla classe operaia dei cantieri e dalla popolazione slovena del circondario.
A partire dal 19 marzo 1944 la città e gli stabilimenti industriali furono più volte bombardati e gravemente danneggiati.
Il 1º maggio 1945 Monfalcone fu raggiunta dal IX Korpus dell'esercito jugoslavo del nell'ambito della cosiddetta corsa per Trieste. Nel tardo pomeriggio dello stesso giorno giunsero nella città provenienti dal Veneto gli uomini 2ª divisione neozelandese che qui s'incontrarono con gli jugoslavi prima di proseguire alla volta del capoluogo giuliano. Monfalcone rimase sotto occupazione titina sino al 12 giugno 1945, data in cui l'amministrazione della città passo nelle mani degli Alleati sino al settembre del 1947, trovandosi ad est della linea Morgan.
Nell'immediato dopoguerra fu avviata una rapidissima ricostruzione dei cantieri navali, usciti distrutti dal conflitto. In contemporanea gran parte dei cantierini, di fede comunista, emigrarono verso la Jugoslavia per fornire manodopera alla cantieristica locale. Il vuoto lasciato dalla partenza di questi operai, che dopo la rottura di Tito con il Cominform andranno incontro ad un tragico destino, venne presto colmato dai lavoratori istriani e fiumani che affluirono numerosi in città. Gli anni del secondo dopoguerra furono segnati da un clima di costante tensione tra il fronte filo-italiano e quello comunista filo-jugoslavo che culminò anche in gravi fatti di sangue.
La situazione migliorò con l'entrata in vigore del trattato di Parigi del 1947, che assegnarono definitivamente la città all'Italia. Il 15 settembre 1947 Monfalcone passò sotto l'amministrazione italiana e fu inclusa nella provincia di Gorizia.
Da allora, Monfalcone ha incontrato una ripresa economica importante, consolidando le realtà industriali presenti e facendone nascere di nuove, soprattutto nell'ambito navale, metalmeccanico, chimico, siderurgico ed elettromeccanico; questo sviluppo ha creato grande attrattiva sociale, diventando di fatto meta di immigrazione di lavoratori di molte etnie che hanno garantito una crescita demografica significativa.

### Simboli
Stemma:
Stemma riconosciuto con D.C.G. del 1º aprile 1937.
Il gonfalone, concesso con regio decreto del 22 maggio 1942, è un drappo di azzurro.

### Onorificenze
Monfalcone dal 1937, gode del titolo di città.
Monfalcone è tra le città decorate al valor militare in quanto insignita della Medaglia d'Argento al Valor Militare per i sacrifici della sua popolazione sia durante la prima guerra mondiale, quando fu quasi completamente rasa al suolo, sia durante la seconda guerra mondiale, quando subì l'occupazione ad opera delle truppe tedesche e, successivamente, quella ad opera dei soldati Jugoslavi di Tito.

## Monumenti e luoghi d'interesse

### Architetture militari

#### Rocca di Monfalcone

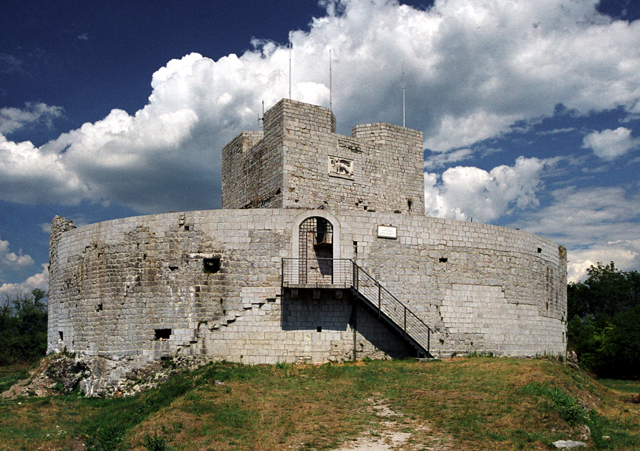
Vista della rocca

La rocca è senza ombra di dubbio il principale monumento di Monfalcone, sovrastando la città dalla vetta del Monte Falcone in posizione tale garantire una vista ottimale sulla pianura circostante.
Si ritiene essere stata edificata nel 490 da Teodorico re degli Ostrogoti; tuttavia, ebbe una struttura tangibile dopo la ricostruzione dovuta ai patriarchi di Aquileia in epoca medievale. Ulteriori lavori di rinforzo che ne determinarono la struttura attuale furono eseguiti sotto il governo della Serenissima, specialmente per la difesa contro gli assedi turchi. Segni tangibili del controllo veneziano sono, ad esempio, la presenza del leone di San Marco, posto sopra l'accesso principale.
La rocca ha risentito di pesanti danneggiamenti durante le guerre mondiali ed è stata oggetto di preciso restauro svolto attorno alla metà degli anni '50.
Oggi la rocca è circondata da un piccolo fossato ormai prosciugato e si presenta come una struttura in pietra carsica con cinta muraria circolare, dotata al suo interno di un mastio a pianta quadrata.
Nei suoi locali interni, dal 1970 è allestito un museo speleologico e paleontologico.

#### Zona carsica dei castellieri
I rilievi carsici antistanti Monfalcone sono, già dalla preistoria, luogo di dimora di uomini primitivi. Ne sono chiara testimonianza i resti di antichi castellieri ritrovati sopra l'attuale abitato, di periodo compreso tra l'età del bronzo e quella del ferro.
Attualmente sono visibili le rovine di 5 diversi castellieri, tutti su quote diverse e in comunicazione visiva tra loro ad un'altitudine di circa 60 m s.l.m. Sono generalmente riconoscibili parti delle cinte murarie costituite da un muro a secco di pietre carsiche alto circa due metri.

### Siti archeologici

#### Ville e terme romane

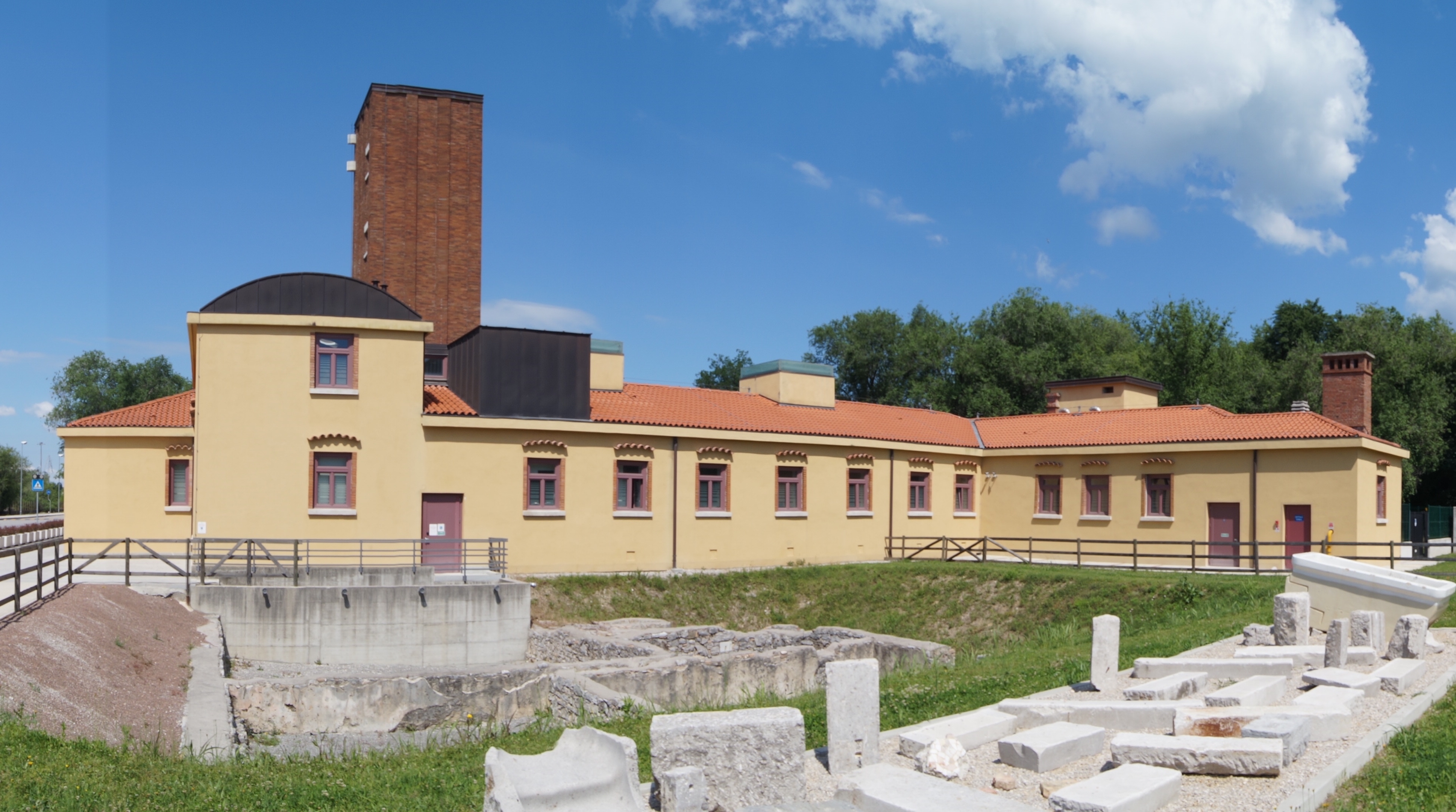
Veduta delle terme romane restaurate e dei resti archeologici

La città di Monfalcone, data la vicinanza ad Aquileia, in epoca romana è stata notevolmente caratterizzata da architetture e servizi tipici dell'epoca. Sul territorio comunale sono stati rinvenuti numerosi resti di ville signorili romane, molte delle quali oggi completamente distrutte, che si affacciavano sul Lacus Timavii, uno specchio d'acqua incastonato tra le foci del Timavo e dell'Isonzo, nella zona attuale del Lisert.
Altro esempio plausibile di peculiare architettura romana ancora presente sul territorio è rappresentato dalle terme. Edificate in antichità, si ha testimonianza diretta delle terme dalla Tavola Peutingeriana sulla quale l'edificio compare. La funzionalità dell'edificio continuò fino alla decadenza di Aquileia nel 452. Le terme vennero nuovamente riattivate nel 1433, trovando sede definitiva appena nel 1840, periodo nel quale ricevettero le lodi di Sir Richard Francis Burton nel suo saggio Aqua dei et vitae.
Subirono pesanti danneggiamenti durante le guerre mondiali, cadendo in uno stato di abbandono. Sono state rilanciate nel 2014, riacquistando la loro funzionalità.
Nell'area dell'attuale stabilimento sorge una piccola zona archeologica nella quale sono visibili i resti delle antiche terme.

### Architetture religiose

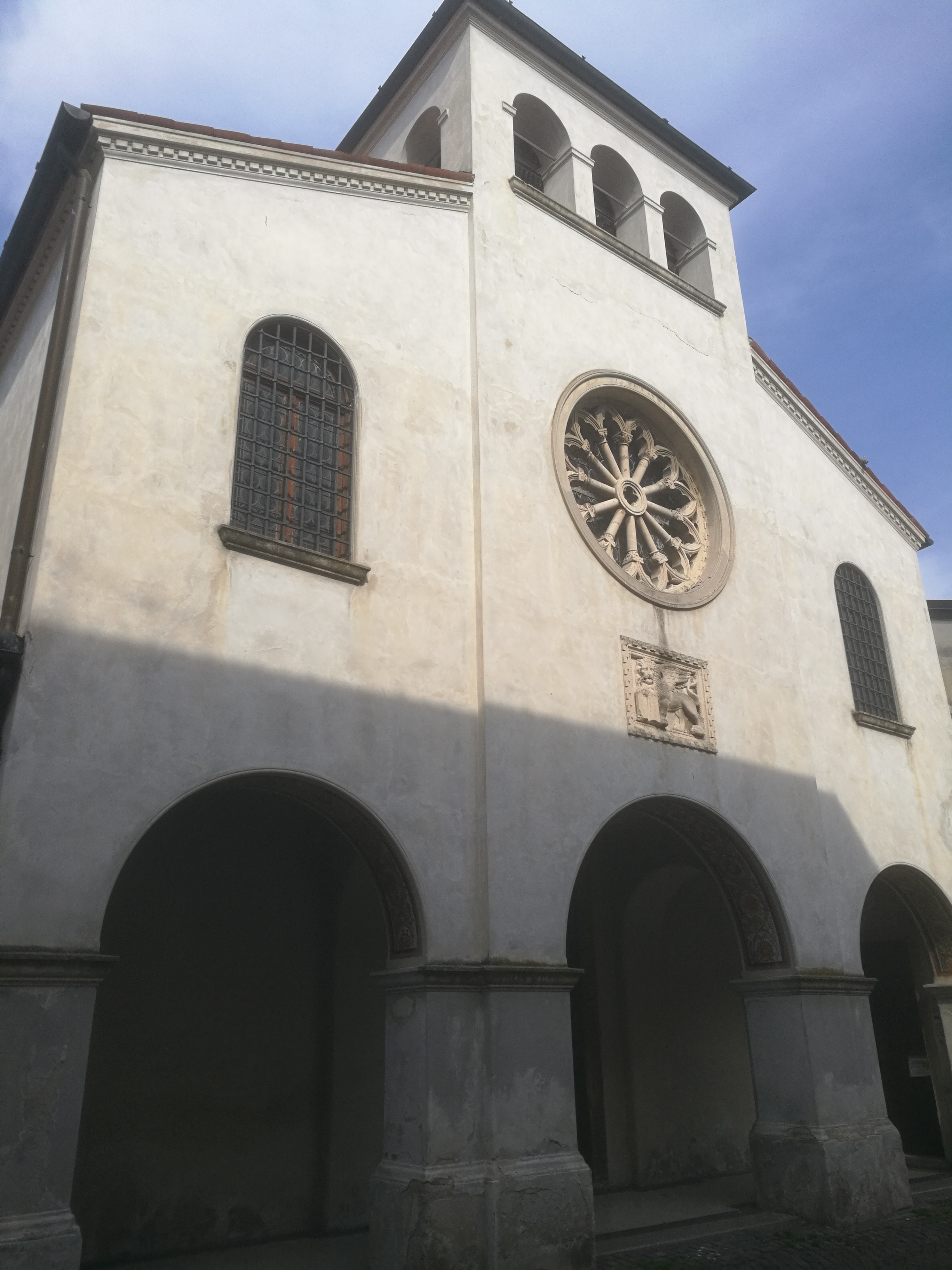
Chiesa della Beata Vergine del Rosario (Monfalcone) 01

#### Chiesa della Beata Vergine del Rosario
La chiesa della Beata Vergine del Rosario è ubicata nella zona centrale di Monfalcone, vicino al duomo di Sant'Ambrogio, e dedicata alla Beata Vergine del Rosario. Viene aperta nelle celebrazioni della Madonna del Carmine, di santa Rita e del Santissimo Rosario. Un centinaio di metri dall'attuale chiesa vi era una chiesetta cinquecentesca omonima, andata distrutta durante la prima guerra mondiale, i bombardamenti hanno distrutto gran parte delle opere che essa conteneva. Ma alcune opere si salvarono, ad esempio la statua della Madonna, ora situata sul capitello in via IX giugno, il rosone istoriato e il leone marciano, posti sulla facciata della nuova chiesa. Quest'ultima, infatti, fu costruita soltanto nel primo dopoguerra e fu ristrutturata completamente nel 1985. 

#### Santuario della Beata Vergine Marcelliana

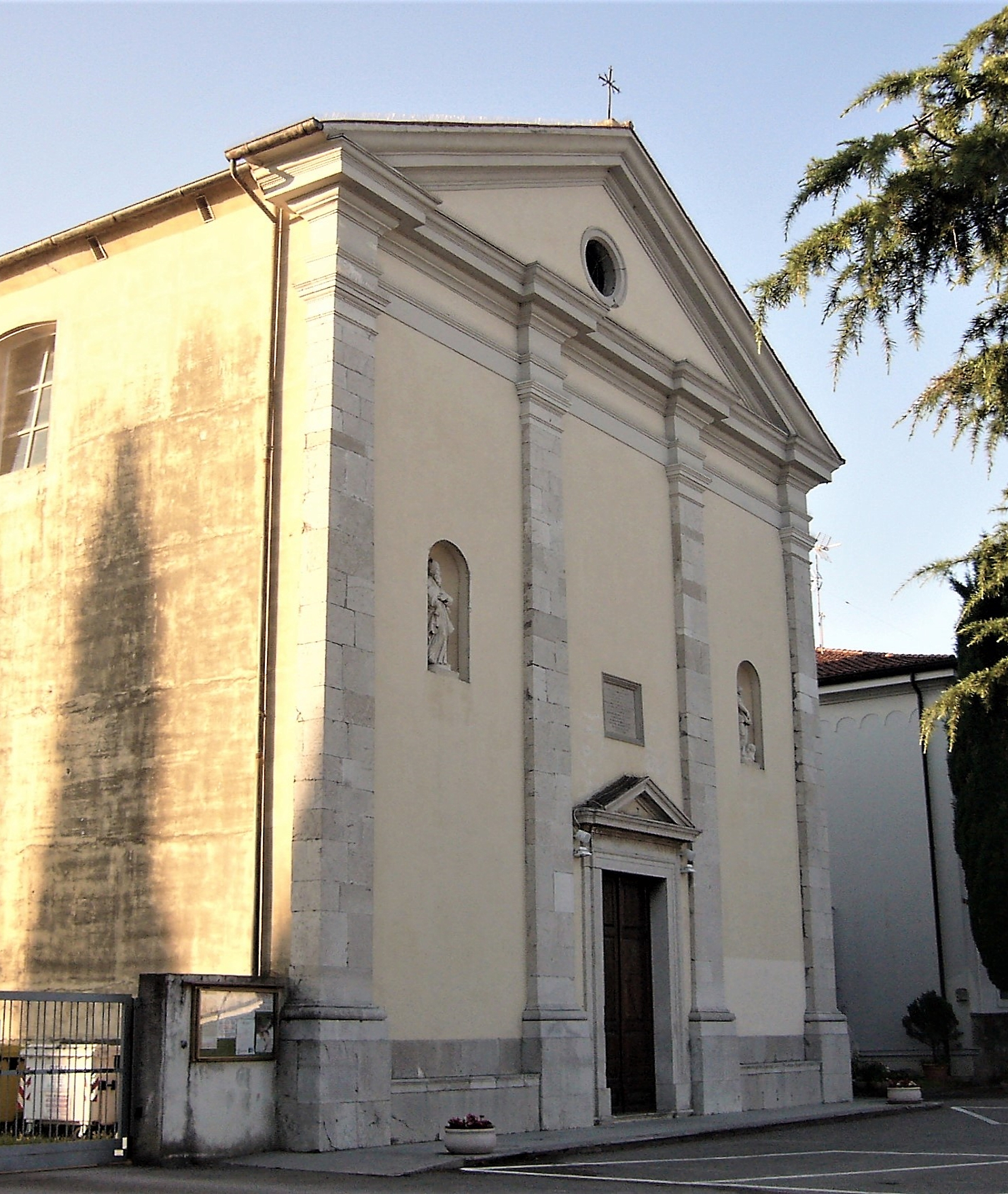
Veduta esterna della chiesa della Beata Vergine Marcelliana

Il santuario della Beata Vergine Marcelliana rappresenta il luogo di culto più antico della città.
L'edificazione del primo santuario, costituito da una piccola cappella dedicata alla Madonna, è da far risalire al 1386, anno in cui la terribile epidemia di peste colpiva la zona. In quegli anni, secondo la tradizione, una barca alla deriva con una statua della Madonna giunse sino al luogo dell'attuale santuario, incoraggiando il vescovo di Aquileia Marcelliano a edificare un luogo di culto.
Il santuario, negli anni, ha subito numerose ricostruzioni: fra il 1360 e 1364 fu distrutto dalle invasioni turche e quindi successivamente ricostruito, mentre nel XVI secolo fu ampliato e abbellito di numerosi affreschi. L'attuale chiesa risale al 1844 ed è abbellita da alcuni affreschi del 1943, tra cui quello che rappresenta l'arrivo della barca con la Madonna. La statua della Madonna, una delle più antiche sculture di tale soggetto (di età tardoromanica), è conservata sull'altare principale, mentre è di altrettanto valore storico l'acquasantiera presente all'ingresso, datata 1547.

#### Basilica di Sant'Ambrogio

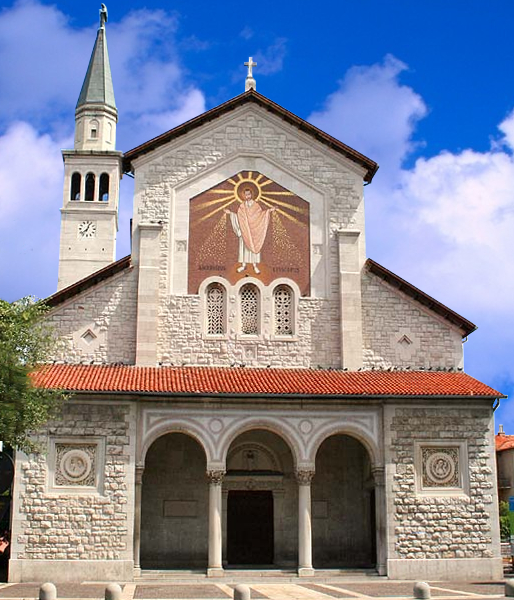
Veduta del duomo di Sant'Ambrogio

La basilica di Sant'Ambrogio è il duomo cittadino. La chiesa è stata insignita del titolo di basilica minore nel 1940 da papa Pio XII.
L'edificio attuale è nato dalla ricostruzione del duomo dopo la distruzione del precedente dovuta alle ostilità del primo conflitto mondiale, che hanno comportato la perdita di opere artistiche di significativo pregio storico.
Per la ricostruzione, venne presentato un progetto dall'ingegner Dante Fornasir, già progettista del quartiere di Panzano, che prevedeva lo spostamento dell'edificio nella posizione attuale dinanzi l'asse viario di via Fratelli Rosselli. L'edificazione dell'edificio terminò con la consacrazione nel 1929, mentre il campanile fu eretto nella posizione attuale, alle spalle del duomo, solo nel 1958.
L'edificio è costruito secondo uno stile architettonico neoromanico secondo il progetto degli architetti romani Benigni e Leoni, scelto per rispecchiare lo stile romanico dell'antico duomo.

### Architetture civili

#### Palazzetto veneto

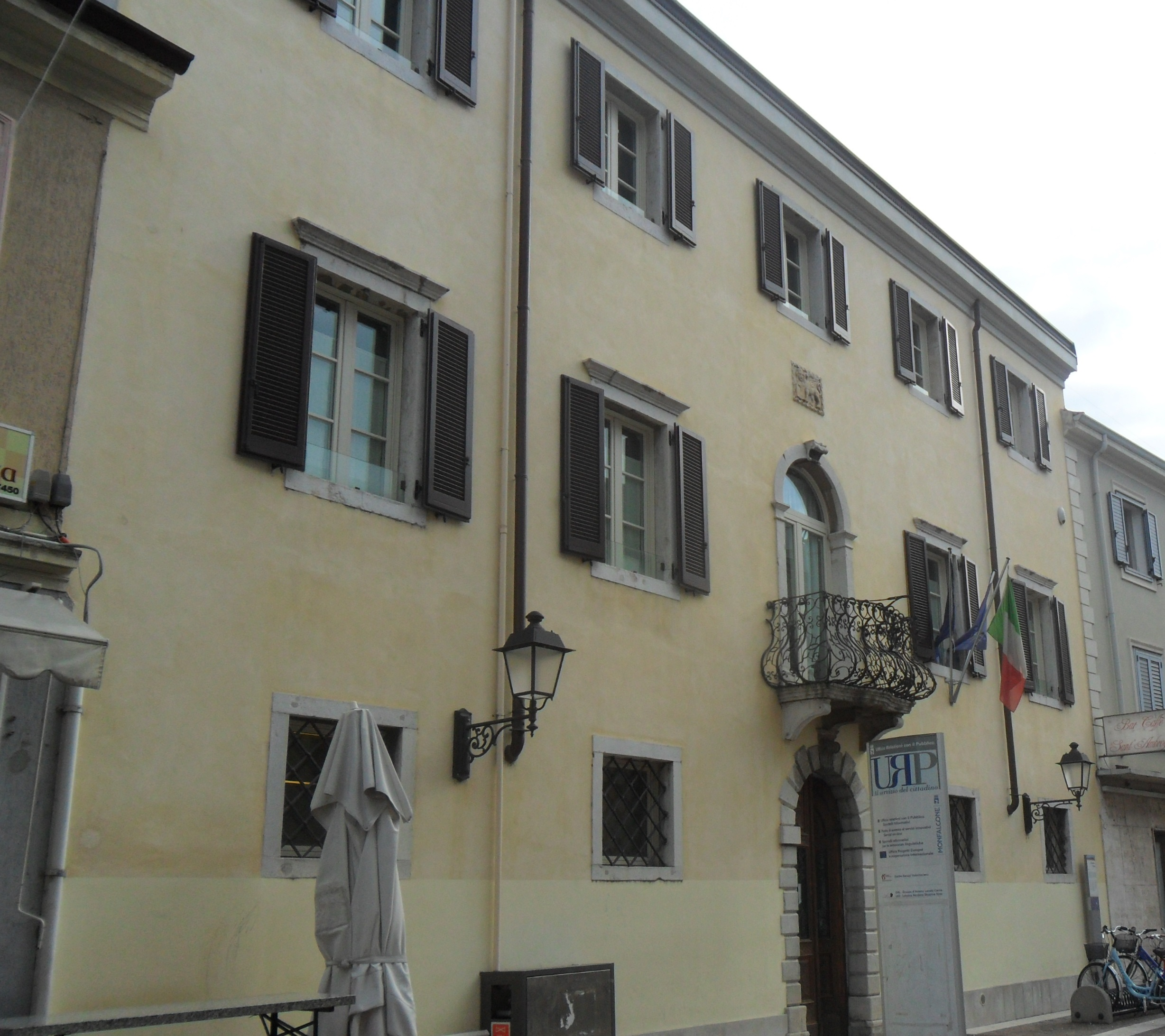
Vista della facciata del "palazzetto veneto"

Nel centro storico trova luogo il cosiddetto "palazzetto veneto", struttura di origine veneta edificata nella metà del XV secolo come sede del podestà e del Rappresentante del pubblico. Testimonianze dell'epoca suggeriscono che fosse sede di una guarnigione e fungesse anche da piccola prigione.
La funzione del palazzetto negli anni è stata varia, tra cui anche canonica del duomo fino al 1962, anno in cui venne acquistato dal comune che lo restaurò secondo gli stili originari e lo adibì ad edificio di fruizione pubblica.

### Altro

#### Monumento a Gabriele d'Annunzio
Sul confine tra Monfalcone e Ronchi dei Legionari è presente un monumento dedicato a Gabriele d'Annunzio. Il monumento, costituito di una colonna romana, è stato inaugurato nel 1960 per commemorare la partenza dei legionari per l'impresa di Fiume, dai quali il comune di Ronchi di Monfalcone ha successivamente preso il nome.
Nonostante ciò, il monumento si trova nel territorio di Monfalcone, appena oltre il confine tra i comuni, per volere dell'amministrazione comunale ronchese che all'epoca ha bocciato l'installazione del cippo commemorativo, fondamentalmente per ideologie politiche contrapposte.

#### Zona monumentale di quota 85 "Enrico Toti"
All'interno del parco tematico della Grande Guerra, sui rilievi carsici alle spalle della città, sorge, a quota 85, una zona monumentale in ricordo delle vittime dei combattimenti della prima guerra mondiale sul Carso monfalconese. Nella zona vengono ricordati con dei cippi i reparti che combatterono la guerra a Monfalcone e vennero insigniti della medaglia d'oro al valore militare; in particolare, è presente un grande monumento in commemorazione di Enrico Toti nel luogo in cui egli è caduto in battaglia.

## Società

### Evoluzione demografica
La popolazione di Monfalcone, sin dall'apertura dei cantieri navali nel 1907, è stata profondamente influenzata, passando da poche migliaia di cittadini di inizio '900 ai 30 000 di fine secolo. Tuttora la produttività dell'azienda, congiuntamente a quella delle altre realtà industriali, richiama sul territorio numerose maestranze che contribuiscono ad influenzare il bilancio demografico cittadino, mantenendolo pressoché stabile.
Abitanti censiti

### Etnie e minoranze straniere
Il lavoro del cantiere navale ha comportato per la città una forte immigrazione di lavoratori provenienti da altre zone del Friuli-Venezia Giulia e d'Italia, oltreché da alcuni paesi esteri che hanno formato nel corso degli anni comunità relativamente numerose. Le principali zone d'origine sono cambiate nel tempo: inizialmente, oltre a giuliani e friulani, la Puglia (in particolare Gallipoli, con cui il comune è gemellato), successivamente la Campania. Negli ultimi anni si sono stanziati a Monfalcone immigrati di origini croate, rumene e, soprattutto, bengalesi.
Gli stranieri residenti nel comune sono 8 988, ovvero circa il 30,4% della popolazione (la percentuale più alta in regione e tra le più alte in Italia). Di seguito sono riportati i gruppi più consistenti aggiornati al 1º gennaio 2023:
1. Bangladesh, 4701 (52,3%)
2. Romania, 1445 (16,08%)
3. Croazia, 439 (4,88%)
4. Macedonia del Nord, 389 (4,33%)
5. Bosnia ed Erzegovina, 327 (3,64%)
6. Albania, 186 (2,07%)
7. Cina, 185 (2,06%)
8. Ucraina, 132 (1,47%)
9. Tunisia, 109 (1,21%)
10. Marocco, 98 (1,09%)
11. Senegal, 89 (0,99%)
12. Serbia, 83 (0,92%)

### Lingue e dialetti
La parlata tipica di Monfalcone era il bisiaco, una particolare variante del veneto diffusa nella provincia di Gorizia meridionale (Bisiacaria). In tempi recenti questo dialetto ha subito la forte influenza del triestino che, di fatto, ha finito per soppiantarlo in città, sebbene permanga nei centri abitati dell'entroterra.
A Monfalcone sono inoltre riconosciute due minoranze linguistiche che godono di tutela a livello ufficiale: il friulano e lo sloveno, anche se queste sono presenti sul territorio a seguito delle recenti immigrazioni dovute all'apertura dei cantieri navali e lo sviluppo industriale. Infatti secondo i censimenti del 1910 e del 1921 sloveni e friulani rappresentavano poco più dell'1% della popolazione.
Ai sensi della Deliberazione n. 6 del 12 marzo 2003 del Consiglio della Provincia di Gorizia, il Comune è inserito nell'ambito territoriale di tutela della lingua friulana ai fini della applicazione della legge 482/99, della legge regionale 15/96 e della legge regionale 29/2007.
In città ha sede inoltre un fogolâr furlan, riferimento sociale e culturale per la minoranza friulanofona.

### Religione
La religione principale professata a Monfalcone è, come per l'Italia, quella cattolica. In città sono presenti numerose chiese facenti capo a 5 parrocchie, grossomodo una per rione, tutte facenti capo all'arcidiocesi di Gorizia.
Per la numerosità delle comunità straniere presenti in città, inoltre, negli ultimi anni stanno nascendo dei centri culturali di fede islamica, sebbene non vi siano luoghi di culto ufficialmente consacrati.

### Tradizioni e folclore
Tradizione monfalconese per eccellenza è senza dubbio il carnevale. Derivante da tradizioni di storia pluri-centenaria, si ha la prima testimonianza di un cerimoniale simile a quello attuale nel 1884, quando si dice fu pronunciata la frase di rito ancora oggi utilizzata dal Notaio Toio Gratariol al secolo Carlo Blasini: «che tale usanza non venga mai meno finché un solo monfalconese calpesterà le strade di questa nostra cara città.»
I festeggiamenti sono caratterizzati da diversi eventi che culminano con la cerimonia del giuramento del Notaio Gratariol e la "lettura del testamento" di Sior Anzoleto Postier, maschere della città, e della cantada (cantata) di tipiche canzoni dialettali.

## Cultura

### Istruzione

#### Scuole
In città vi sono 7 scuole dell'infanzia, 5 scuole primarie e 2 scuole secondarie di primo grado facenti capo a due istituti comprensivi statali. Sono inoltre presenti 3 scuole secondarie di secondo grado in grado di fornire una variegata offerta formativa agli studenti locali che di recente, sotto il profilo tecnico-professionale, sta subendo una forte specializzazione verso il settore metalmeccanico e della cantieristica navale.
È sicuramente peculiare il fatto che tutti gli istituti scolastici primari e secondari di primo grado della città siano intitolati a personalità locali di degna importanza, soprattutto per quanto concerne il ruolo nei cantieri navali o nella prima guerra mondiale.

#### Musei
A Monfalcone, città dalla vocazione non prettamente culturale, sono tuttavia presenti alcuni poli museali peculiari nel panorama locale e nazionale.

##### MuCa - Polo Museale della Cantieristica navale
Unico polo museale italiano dedicato alla cantieristica navale, inaugurato nel 2017 si presenta come progetto di museo diffuso urbano incentrato sul tema dell'archeologia industriale.
Il principale punto di interesse è costituito dal museo della cantieristica, alloggiato al piano terra dell'ex "albergo operai" del quartiere di Panzano, che racconta la storia e il lavoro del cantiere navale affiancata dallo sviluppo della città e dalla nascita del quartiere operaio.

##### Museo speleologico e paleontologico della Rocca
Come già accennato, all'interno della rocca è presente un'esposizione permanente divisa in due settori: speleologico e paleontologico. Le esposizioni sono relative al territorio, in particolar modo incentrate sui fenomeni carsici e sui fossili ritrovati durante le campagne di scavo svolte sul territorio.

##### Parco tematico della grande guerra
Essendo stata Monfalcone in prima linea durante le ostilità della prima guerra mondiale, nel 2005 è nato il parco tematico della grande guerra. Il parco è esteso su un'area di circa 4 km² ed è composto da tre itinerari, nei quali sono visitabili caverne carsiche, trincee e posizioni di artiglieria.
Dal 2015 il parco della grande guerra è stato inserito nei percorsi italiani di nordic walking.

### Musica
Sebbene la città non sia storicamente legata ad alcun movimento musicale in particolare, la rilevanza di Monfalcone in detto ambito è sicuramente dettata dal prestigio nazionale e internazionale ottenuto da numerosi artisti originari del comune. Tra questi si menzionano il cantautore Gino Paoli, la cantautrice Elisa (Elisa Toffoli), la cantante Shari Noioso e il cantautore, regista e attore Paolo Rossi e i cantanti Mo-Do, conosciuto per il tormentone del 1994 Eins, Zwei, Polizei e Riccardo Zara, membro de I cavalieri del re.
A livello locale, sono attivi l'orchestra filarmonica "Città di Monfalcone" e l'associazione culturale "Ermes Grion", storico coro cittadino decorato con numerosi premi, diretto dalla maestra Denise Marcuzzi. Non è di minor importanza la canzone dialettale in bisiaco, per la quale ogni anno si tiene il Cantafestival de la Bisiacaria, festival canoro che ne celebra l'arte e la diffusione.

### Teatro
La città conta diverse compagnie teatrali, tra cui spicca la "Stropula - Cantieri Teatrali APS", che promuove sia il teatro dialettale che il teatro socialmente impegnato.

## Geografia antropica

### Urbanistica
La struttura urbanistica della città, in particolar modo quella del centro storico, risente dei cambiamenti portati nel tempo.
È sicuramente da premettere che non vi sono grosse influenze dal punto di vista dell'evoluzione morfologica dovute all'origine medievale della città; ciò è dovuto principalmente al ruolo geografico che Monfalcone ha ricoperto nella storia: zona di passaggio di popoli e di battaglie, ha subito pesanti danni e ricostruzioni nel tempo (per ultimi, i bombardamenti della seconda guerra mondiale) tali da modificare l'assetto urbano di volta in volta adattandolo alle esigenze storiche. Questo ha portato a far coesistere contemporaneamente edifici e scelte urbanistiche di diversi periodi e concezioni, sebbene quasi tutti di età grossomodo contemporanea.
Ciò nonostante, nel piano regolatore generale comunale si tiene conto della centralità e dell'importanza storica del centro cittadino, che viene regolato da norme più rigide riguardo alle attività ludiche e commerciali, oltre che dai limiti strutturali su edifici ritenuti di storico interesse, nonché per essere in gran parte chiuso alla circolazione veicolare tramite l'istituzione di zone a traffico limitato.
Altra zona di particolare rilevanza urbanistica gestita in maniera particolareggiata dal piano regolatore è quella del quartiere di Panzano, edificato attorno agli anni '20. La struttura del quartiere segue uno schema a sé stante per l'epoca e le modalità in cui è stato progettato. Per la sua peculiarità urbanistica, il rione è stato inserito in un piano di recupero specifico, comprendente rigorose norme di edificazione e restauro degli edifici presenti.
Parlando più in generale, il territorio comunale è regolato secondo un piano comprendente zonizzazioni specifiche: l'ingente presenza di attività industriali viene governata in parallelo alle aree residenziali, pure di diversa struttura, alle aree costiere e alle aree verdi e di importanza naturalistica. Queste diverse realtà vengono fuse attraverso un piano del traffico specifico, volto a garantire una buona fruibilità dei grandi assi viari che collegano la città e, contemporaneamente, a permettere una circolazione fluida anche nelle zone abitative e più centrali della città.
L'architettura della città è formata da medio-alti palazzi (attorno ai 8 piani di media) costruiti prevalentemente tra gli anni '60 e gli anni '80. Nell'ultimo periodo c'è stata una ripresa delle costruzioni a carattere prevalentemente basso (case uni/bifamiliari) o piccole palazzine, a questa regola fanno eccezione il grande progetto di architettura moderna del Parco Rocca e del complesso di social housing nell'area ex-Gaslini.
Un importante nuovo progetto di riqualificazione urbana riguarda la realizzazione di una terrazza a mare sulla testata del Canale Valentinis, quale valorizzazione del punto più settentrionale del Mar Mediterraneo.

### Suddivisioni storiche
Il Comune di Monfalcone è diviso in molteplici località, molte delle quali storicamente conosciute, quali: Archi, Aris, Borgo Rosta, Crociera (in dialetto Crosara), Enel, Lisert, Marina Julia, Marina Nova, Marina Vecchia, San Michele, San Polo.
A livello macroscopico, tuttavia, vengono riconosciuti 6 rioni: Aris-San Polo-Anconetta, Largo Isonzo-Crociera, Centro, Panzano, Romana-Solvay e Marina Julia.

### Frazioni
L'abitato di Marina Julia è di fatto l'unica frazione di Monfalcone riconosciuta a livello amministrativo e come tale può essere indicata autonomamente sugli indirizzi. Marina Julia rappresenta l'abitato più periferico di Monfalcone ed è, agli effetti, la località balneare cittadina, essendo sede di un villaggio turistico e di una spiaggia con stabilimenti attrezzati.

## Economia
La città di Monfalcone è da almeno un secolo una città con vocazione prettamente industriale. Sul territorio sono insediate numerose aziende di rilevanza anche nazionale e internazionale per lo più operanti nel settore metalmeccanico, della cantieristica navale e dei traffici portuali. Sempre riguardo all'economia del mare, non è da dimenticare il settore terziario con il turismo che, negli ultimi tempi, si sta affermando a livello nazionale soprattutto per quanto riguarda la nautica da diporto, oltre che per le attività balneari.
Le attività economiche insediate sul territorio fanno capo al Consorzio di Sviluppo Economico della Venezia Giulia.

### Industria
In città coesistono realtà aziendali di pregio nazionale ed europeo, affiancate da piccole imprese artigiane. La distribuzione delle industrie non è capillare, ma concentrata in due zone industriali: Schiavetti-Brancolo e Lisert, che occupano rispettivamente la parte sud e la parte est della città.
L'economia del mare, come premesso, ricopre a Monfalcone un ruolo fondamentale: nel quartiere di Panzano, infatti, hanno sede i più grandi cantieri navali del gruppo Fincantieri, specializzati nella produzione di navi da crociera ad elevato tonnellaggio per i principali operatori crocieristici mondiali. Parallelamente, nella zona del Lisert ha sede il porto commerciale più settentrionale del Mediterraneo, facente capo all'autorità portuale del Mare Adriatico Orientale, mentre a livello più dettagliato trovano sede nelle aree costiere di Lisert e Schiavetti numerosi cantieri navali per nautica da diporto.
A Monfalcone, inoltre, sono insediate molte prestigiose aziende metalmeccaniche come Cimolai, Westinghouse Mangiarotti, Liebherr e SBE-Varvit, oltre che diverse impiegate dell'indotto Fincantieri come Nidec-Asi. Sul territorio comunale, infine, ha sede una centrale termoelettrica del gruppo A2A, attualmente in fase di riconversione dal carbone a nuove fonti più sostenibili.

### Turismo
Negli ultimi anni il turismo ha visto aumentare notevolmente i traffici a Monfalcone. L'interesse si concentra principalmente sull'offerta delle numerose marine per nautica da diporto, presenti nella zona del Lisert e di Panzano Bagni. Ciononostante, anche l'offerta storico-culturale fornita, ad esempio, dal parco tematico della grande guerra piuttosto che dalle altre offerte museali sta riscuotendo un crescente successo. In fase di affermazione si è dimostrata infine essere la spiaggia di Marina Julia, con numerose presenze nel periodo estivo, estese anche al vicino villaggio turistico.

## Infrastrutture e trasporti

### Strade
Monfalcone è servita da assi viari di rilevanza regionale e nazionale, per un'estensione complessiva di quasi 100 km. Vi passano, infatti la SS14 della Venezia Giulia e l'autostrada A4, che permette di entrare in città dai caselli:
- Monfalcone Ovest - Redipuglia
- Monfalcone Est - Trieste Lisert

### Ferrovie
La stazione di Monfalcone, posta immediatamente prima del bivio di San Polo, gestisce il traffico delle linee Venezia-Trieste e Udine-Trieste e serve l'intera città di Monfalcone e le zone limitrofe, essendo fermata di molti treni a percorrenza regionale e nazionale.

### Porti
Monfalcone è sede del porto commerciale più settentrionale dell'Adriatico, del Mediterraneo e d'Italia, rendendolo così secondo scalo a livello regionale e teatro di sbarco di merci destinate a tutta Europa. Il Porto di Monfalcone risulta così essere un porto molto vario, con una specializzazione di fatto per il mercato automobilistico, i cui traffici sono in forte ascesa.
Il porto di Monfalcone opera in stretta sinergia con quello di Trieste, facendo entrambi parte dell'Autorità di sistema portuale dell'Adriatico Orientale.

### Trasporti urbani
Monfalcone è servita da una fitta rete di autobus urbani e corriere extraurbane che la collegano ai comuni limitrofi e alle principali località regionali. Tutti i trasporti sono gestiti dalla società APT Gorizia.

### Piste ciclabili
È presente una fitta rete di piste ciclabili estesa per 21 km che collega facilmente i principali punti di interesse.

## Amministrazione

### Sindaci dal 1948
|                                                      | Aristide Grassilli                   | Democrazia Cristiana               | 1948-1952      | 1948   |
|                                                      | Antonio Pacor                        | Democrazia Cristiana               | 1952-1957      | (1948) |
| 1956                                                 | Antonio Pacor                        | Democrazia Cristiana               | 1952-1957      |        |
|                                                      | Antonio Rizzatti                     | Democrazia Cristiana               | 1957-1958      | (1956) |
|                                                      | Amelio Cuzzi                         | Democrazia Cristiana               | 1958-1961      | (1956) |
|                                                      | Nazario Romani                       | Democrazia Cristiana               | 1961-1969      | 1961   |
| 1965                                                 | Nazario Romani                       | Democrazia Cristiana               | 1961-1969      |        |
|                                                      | Matteo Versace                       | Democrazia Cristiana               | 1969-1975      | (1965) |
| 1970                                                 | Matteo Versace                       | Democrazia Cristiana               | 1969-1975      |        |
|                                                      | Gianni Maiani                        | Partito Socialista Italiano        | 1975-1977      | 1975   |
|                                                      | Laura Kren (Commiss. prefettizio)    | -                                  | 1977           | -      |
| Francesco La Rosa (Commiss. prefettizio)             | 1977-1978                            | -                                  |                | -      |
|                                                      | Gianni Maiani                        | Partito Socialista Italiano        | 1978-1979      | 1978   |
|                                                      | Luigi Blasig                         | Partito Socialista Italiano        | 1979-1983      | (1978) |
|                                                      | Gino Saccavini                       | Partito Socialista Italiano        | 1983-1986      | 1983   |
|                                                      | Roberto Porciani                     | Democrazia Cristiana               | 1986-1988      | (1983) |
|                                                      | Gianfranco Demarchi                  | Partito Socialista Italiano        | 1988-1991      | 1988   |
|                                                      | Cesare Calzolari                     | Democrazia Cristiana               | 1991-1993      | (1988) |
| Sindaci eletti direttamente dai cittadini (dal 1993) |                                      |                                    |                |        |
|                                                      | Adriano Persi                        | Partito Democratico della Sinistra | 1993-2001      | 1993   |
| 1997                                                 | Adriano Persi                        | Partito Democratico della Sinistra | 1993-2001      |        |
|                                                      | Gianfranco Pizzolitto                | Democratici di Sinistra            | 2001-2011      | 2001   |
| 2006                                                 | Gianfranco Pizzolitto                | Democratici di Sinistra            | 2001-2011      |        |
|                                                      | Silvia Altran                        | Partito Democratico                | 2011-2016      | 2011   |
|                                                      | Anna Cisint                          | Lega                               | 2016-2024      | 2016   |
| 2022                                                 | Anna Cisint                          | Lega                               | 2016-2024      |        |
|                                                      | Antonio Garritani (Vicesindaco f.f.) | Fratelli d'Italia                  | 2024-2025      | (2022) |
|                                                      | Luca Fasan                           | Lega                               | 2025-in carica | 2025   |

### Gemellaggi
- Neumarkt in Steiermark, dal 1999[112]
- Gallipoli, dal 1999[113][114]

## Sport
La città di Monfalcone è molto attiva nel settore sportivo, proponendo un'offerta di discipline varia e completa, con un gran numero di società operanti sul territorio. Tra le attività sportive più rilevanti figura sicuramente il calcio, con la squadra cittadina dell'Unione Fincantieri Monfalcone che milita nel campionato di promozione del Friuli-Venezia Giulia.
Di notevole prestigio risulta pure la pallacanestro, in cui la FalconStar gareggia nel campionato di serie B.
Meritevoli di menzione sono, infine, il pattinaggio a rotelle, che ottiene eccellenti risultati a livello nazionale ed europeo nel settore giovanile e la squadra di hockey su prato, che negli anni ha saputo regalare ottimi risultati nel campionato di serie A2. Entrambi gli sport sono promossi dall'A.S.D. Fincantieri. A livello dilettantistico vengono praticate numerose altre discipline, quali atletica leggera, pallavolo, arti marziali e sport del mare come canoa, canottaggio, con la società Canottieri Timavo e vela, di cui si ricorda la società velica "Tito Nordio", la prima in Italia ad affiliarsi alla FIV, e la SVOC (Società Velica Oscar Cosulich).
Il prestigio nel settore sportivo dato alla città e alle sue società è sicuramente dovuto in parte ai risultati ottenuti da alcuni campioni locali. Tra questi si ricordano Mauro Pelaschiar, velista campione italiano e medaglia d'oro al valore atletico e Stefano Zoff, pugile, campione d'Europa e del mondo dei pesi leggeri.

### Impianti sportivi
In città sono presenti diversi impianti sportivi dedicati alla pratica di molteplici discipline. L'impianto sportivo "comunale" è la sede principale dell'attività calcistica e dell'hockey su prato; mentre presso l'impianto sportivo "Cosulich" sono presenti le strutture per la pratica del pattinaggio artistico (nel pattinodromo al coperto), delle attività calcistiche giovanili nel campo dedicato a Narciso Zeleznik e dell'atletica leggera nel rinnovato impianto di recente intitolato al prof. Umberto Sanzin. Presso il polo sportivo "Cosulich" è presente anche il nuovo Palabocce per, appunto, la pratica del gioco delle bocce.
Le discipline indoor si svolgono prevalentemente nel palasport e nelle due palestre attrezzate situate vicine alla cosiddetta "area verde", grande parco attrezzato per l'attività ludica e sportiva. Monfalcone è dotato anche di una piscina comunale per l'attività natatoria professionale e amatoriale. L'attività in mare si svolge prevalentemente nella baia di Panzano e nel canale del Brancolo.